# Juwenaliusz (Masłowski)
Juwenaliusz, imię świeckie Jewgienij Aleksandrowicz Masłowski (ur. 3 stycznia?/15 stycznia 1878 w Liwnach, zm. w nocy z 24 na 25 października 1937) – rosyjski biskup prawosławny, czczony w latach 2000–2013 jako święty nowomęczennik.

## Życiorys
Ukończył gimnazjum w Orle, a następnie Kazańską Akademię Duchowną (dyplom w 1908). Jako student II roku złożył wieczyste śluby mnisze przed rektorem akademii, biskupem czystopolskim Antonim; miało to miejsce 10 lutego 1901. 25 lutego tego samego roku został wyświęcony na hierodiakona. 3 czerwca 1902 arcybiskup kazański i swijaski Dymitr udzielił mu święceń kapłańskich. W roku następnym hieromnich Juwenaliusz został zaliczony w skład rosyjskiej misji prawosławnej w Persji. W 1904 powierzono mu stanowisko wykładowcy w seminarium duchownym w Pskowie.
W 1906 otrzymał godność ihumena i został przełożonym monasteru Trzech Świętych Hierarchów (Przemienienia Pańskiego) Eleazara Pskowskiego. Cztery lata później został przeniesiony do monasteru św. Jerzego w Nowogrodzie, ponownie jako przełożony, otrzymując równocześnie godność archimandryty.
24 sierpnia 1914 miała miejsce jego chirotonia na biskupa kaszyrskiego, wikariusza eparchii tulskiej i bielowskiej. W obrzędzie jako główny konsekrator wziął udział metropolita petersburski Włodzimierz. W 1917 został ordynariuszem tejże eparchii. Brał udział w Soborze Lokalnym Rosyjskiego Kościoła Prawosławnego w latach 1917–1918. W 1923 otrzymał godność arcybiskupią. Bezskutecznie przeciwstawiał się konfiskacie majątku Rosyjskiego Kościoła Prawosławnego w 1922 i towarzyszącym jej aktom wandalizmu. W 1922 został aresztowany w Tule; w 1923 przeniesiony na katedrę kurską i obojańską. Od 1924, po kolejnym aresztowaniu i oskarżeniu o „agitację antyradziecką”, przebywał w łagrze urządzonym w dawnym Monasterze Sołowieckim. W warunkach obozowych podjął pracę nad opracowaniem jednolitego rytu Świętej Liturgii z udziałem biskupa, zbierając informacje o obyczajach lokalnych związanych z nabożeństwami odprawianymi przez hierarchów i starając się stworzyć jednolity wzór takich nabożeństw (w okresie jego uwięzienia na Sołowkach przebywało kilkuset kapłanów i 25 biskupów prawosławnych). Rękopis pracy biskupa Juwenaliusza został zniszczony w 1935.
W 1928, dzięki wstawiennictwu locum tenens Patriarchatu Moskiewskiego, metropolity Sergiusza, został zwolniony z więzienia, mianowany biskupem riazańskim i zaliczony w skład Tymczasowego Synodu Patriarszego. Juwenaliusz nie podzielał jednak stanowiska Sergiusza w sprawie lojalnego stosunku Rosyjskiego Kościoła Prawosławnego do władz radzieckich i związał się z Cerkwią katakumbową, formalnie pozostając w episkopacie Cerkwi rosyjskiej. Pomagał osobom, które zbiegły z więzień NKWD, publicznie krytykował ustrój ZSRR i odprawiał nabożeństwa żałobne za duszę cara Mikołaja II. 22 stycznia 1936 został aresztowany w Riazaniu i po kilkumiesięcznym pobycie w więzieniu trafił do podobozów Sibłagu, następnie do więzienia w Tomsku. W październiku 1937 został rozstrzelany.
W 1992 został kanonizowany jako jeden z Soboru Świętych Riazańskich, zaś w 2000 dodatkowo zaliczony do Soboru Świętych Nowomęczenników i Wyznawców Rosyjskich. W 2013 jego imię nie pojawiło się w kalendarzu liturgicznym Rosyjskiego Kościoła Prawosławnego na bieżący rok. Fakt ten nie został skomentowany przez przedstawicieli Patriarchatu Moskiewskiego odpowiedzialnych za kanonizacje i kult świętych.